# Mindball

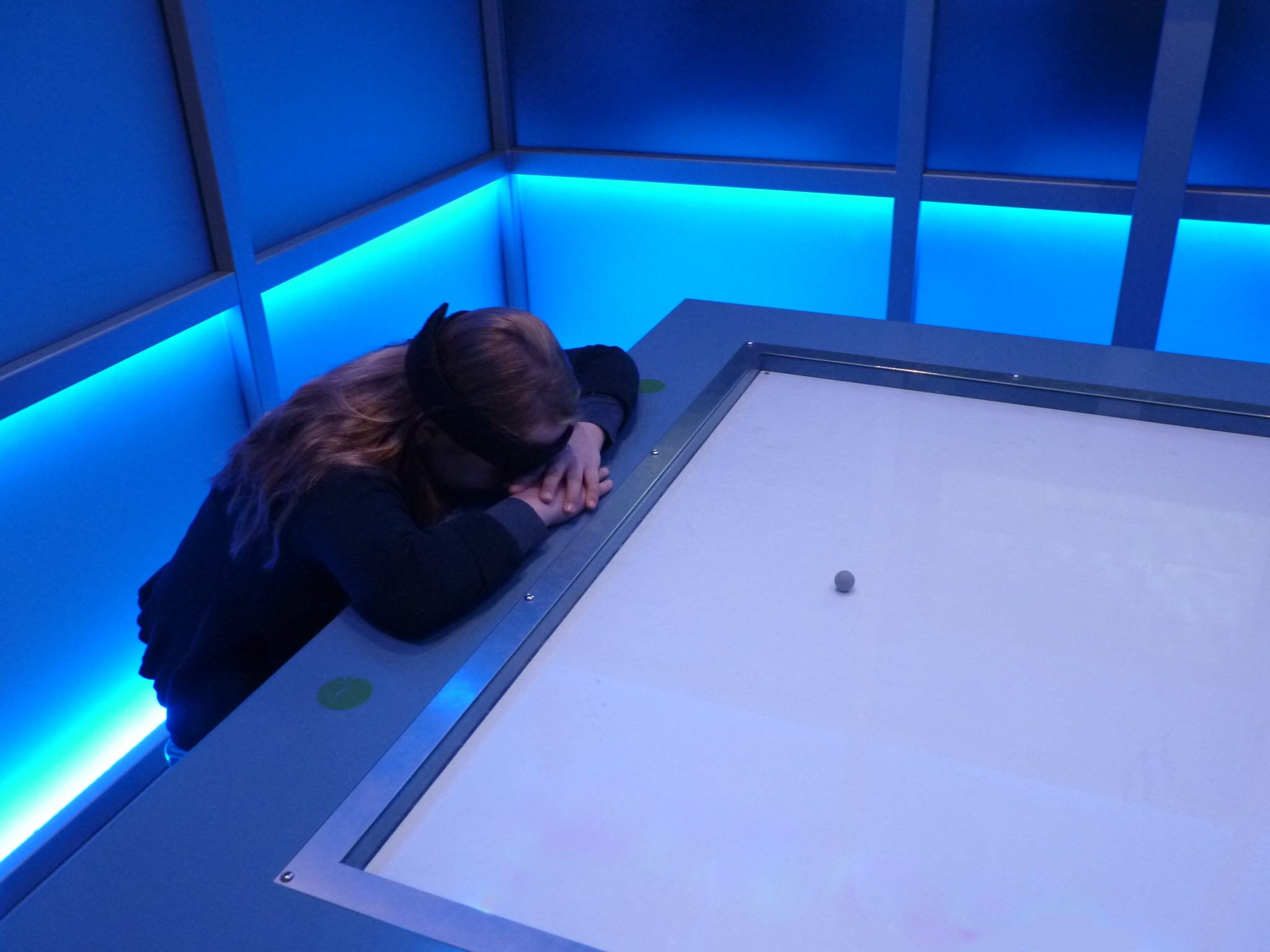
Gra w Mindball

Mindball – gra wykorzystująca fale mózgowe do sterowania piłki. 
Sygnały z mózgu są za pomocą opasek dostarczane do komputera, który steruje piłką.
Urządzenie Mindball jest systemem trenującym, dzięki któremu grający uczy się poprawy koncentracji uwagi oraz szybkiego wejścia w stan relaksacji. Podczas rywalizacji między przeciwnikami system zapisuje czynność bioelektryczną mózgu (tzw. EEG). Wzrost odpowiednich fal mózgowych zwiększa nasze szanse na wygraną. Grający może wytworzyć taki stan w momencie, gdy jest spokojny, zrelaksowany, skupiony i otwarty na naukę. Cały zapis czynności mózgu może śledzić na dołączonym ekranie LCD. System Mindball opiera się na technice sprzężenia zwrotnego fal mózgowych (Biofeedback EEG) – korzystnej pracy mózgu odpowiada szybki ruch piłeczki do przodu i narastający trend w wykresie na ekranie.
Można toczyć pojedynki między dwoma graczami, w dwóch grupach oraz trenować pojedynczo.

## Mindball w Polsce
Podczas I edycji Międzynarodowych Targów Turystycznych WROCŁAW 2009 zorganizowano I Otwarte Mistrzostwa Dolnego Śląska MINDBALL.